# Hutthurm

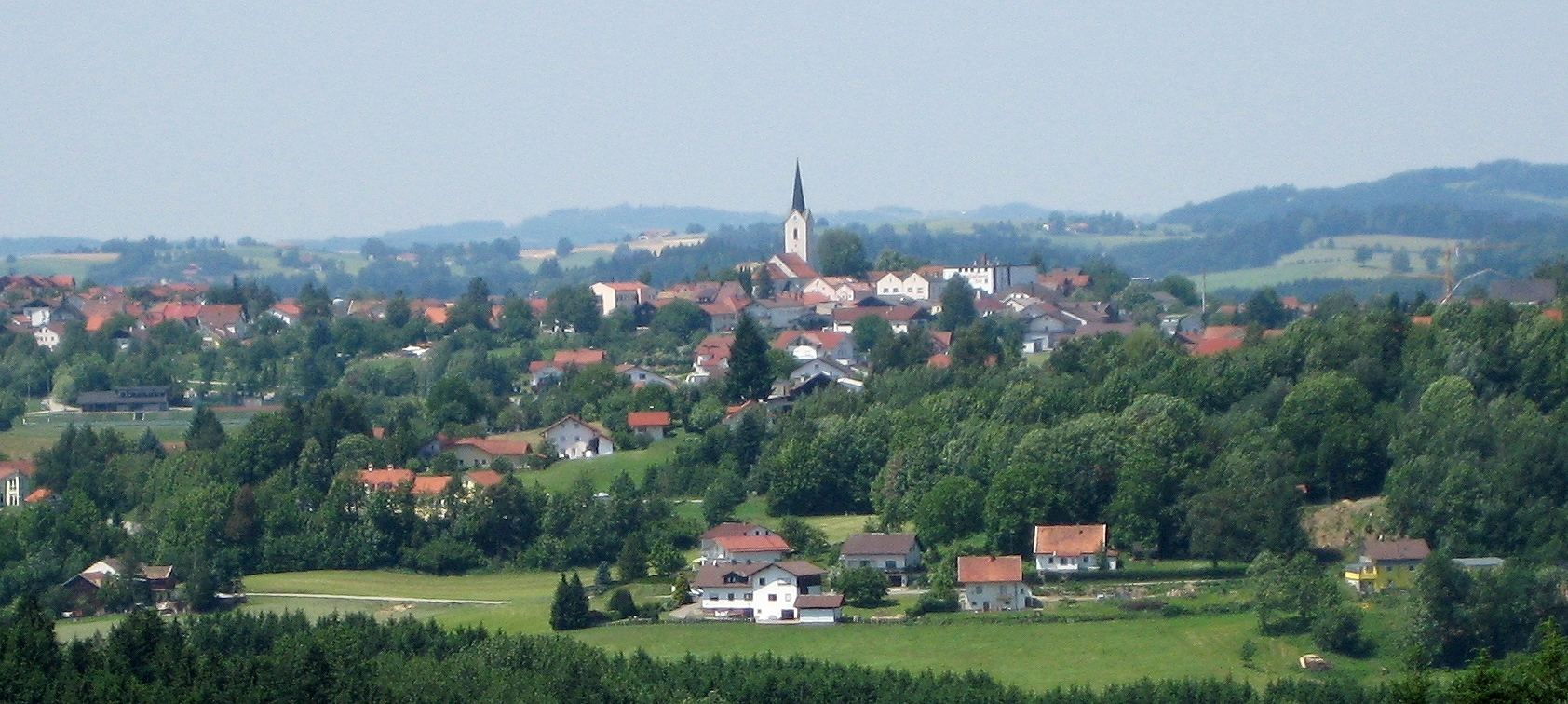
Hutthurm

Hutthurm – gmina targowa w Niemczech, w kraju związkowym Bawaria, w rejencji Dolna Bawaria, w regionie Donau-Wald, w powiecie Pasawa. Leży około 12 km na północ od Pasawy, przy drodze B12 i linii kolejowej Pasawa – Freyung.

## Podział
W skład gminy wchodzą cztery części miejscowości: Hutthurm, München, Prag i Leoprechting.

## Osoby urodzone w Hutthurm
- Daniel Küblböck – piosenkarz

## Oświata
(stan na 1999)

W gminie znajduje się 150 miejsc przedszkolnych (177 dzieci) oraz szkoła podstawowa (29 nauczycieli, 533 uczniów).